# Ligne 160 (chemin de fer slovaque)
Pour les articles homonymes, voir Ligne 160.
La ligne 160 des chemins de fer slovaque relie Košice à Zvolen os. st.

## Histoire
Le tronçon Košice-Turňa nad Bodvou est ouvert le 12 octobre 1890. Le tronçon Košice-Rožňava, long de 70 km, est ouvert en 1955 : il emprunte le tunnel Jablonovský, long de 3 148 m et dont le percement a été achevé en 1951.